# Tarleton Hoffman Bean
Tarleton Hoffman Bean (Bainbridge, 8 ottobre 1846 – Albany, 28 dicembre 1916) è stato uno zoologo statunitense, principalmente noto per i suoi studi e l'apporto all'ittiologia, numerosi sono i taxa da lui classificati durante la sua attività, nonché per la collaborazione con lo Smithsonian Institution, del quale fu lungamente direttore, pubblicando qui diversi lavori insieme al collega George Brown Goode.
Lavorò inoltre per la United States Commission of Fish and Fisheries, predecessore dell'attuale National Marine Fisheries Service, dal 1872 fino al 1888. Alla sua memoria è dedicato il genere Tarletonbeania, un pesce lanterna, chiamato in suo onore da Rosa Smith Eigenmann e Carl Henry Eigenmann nel 1890.

## Opere
- (EN) Goode, George Brown e Tarleton Hoffman Bean, Oceanic Ichthyology, A Treatise on the Deep-Sea and Pelagic Fishes of the World, Based Chiefly upon the Collections Made by the Steamers Blake, Albatross, and Fish Hawk in the Northwestern Atlantic, Washington, D.C., Government Printing Office, 1896. URL consultato il 5 dicembre 2024.

| Bean è l'abbreviazione standard utilizzata per le specie animali descritte da Tarleton Hoffman Bean. Categoria:Taxa classificati da Tarleton Hoffman Bean |